# Atypus javanus
Atypus javanus är en spindelart som beskrevs av Tord Tamerlan Teodor Thorell 1890. Atypus javanus ingår i släktet Atypus och familjen pungnätsspindlar. Inga underarter finns listade.